# Biografielijst Ti

## Tia
- Jing Tian-Zörner (1963), Duits-Chinees tafeltennisster
- Tian Zhuangzhuang (1952), Chinees filmregisseur

## Tib
- Emile Tibbaut (1862-1935), Belgisch politicus
- Léopold Tibbaut (1913-1991), Belgisch politicus en syndicalist
- Paul Tibbets (1915-2007), Amerikaans militair
- Yoann Tiberio (1986), Frans motorcoureur
- Tiberius (42 v.Chr.-37 n. Chr.), Romeins keizer (14-37)
- Tibet (1931-2010), Frans striptekenaar

## Tic
- Aleksandr Tichanovitsj (1952-2017), Wit-Russisch zanger
- George Tichenor (1920-1989), Amerikaans autocoureur
- Jelena Tichonova (1977), Russisch atlete
- Daniel Ticktum (1999), Brits autocoureur
- Rachel Ticotin (1958), Amerikaans actrice

## Tie
- Rechter Tie (630-700), Chinees bestuurder en ambtenaar (Di Renjie)
- Ludwig Tieck (1773-1853), Duits schrijver
- Siegfried Tiefensee (1922-2009), Duits musicus en componist
- Wolfgang Tiefensee (1955), Duits elektrotechnicus en politicus
- Kyarha van Tiel (2000), Nederlands kunstschaatsster
- Michel Tielbeke (1981), Nederlands paralympisch sporter
- Olivier Tielemans (1984), Nederlands autocoureur
- Youri Tielemans (1997), Belgisch voetballer
- Henk Tieman (1921-2001), Nederlands beeldend kunstenaar
- Koos Tiemersma, Nederland-Fries schrijver
- Adrianus Baltus van Tienhoven (1888–1931), Nederlands journalist en schrijver
- Arius van Tienhoven (1886–1965), Nederlandse arts
- Gerrit Pieter van Tienhoven (1891–1961), Nederlands bankier
- Gijsbert van Tienhoven (1841–1914), Nederlands politicus
- Joannes Pieter van Tienhoven (1876–1950), Nederlands bankier
- Pieter Gerbrand van Tienhoven (1875–1953), Nederlands assuradeur en natuurbeschermer
- Jokelyn Tienstra (1970-2015), Nederlands handbalster en kaatser
- Giambattista Tiepolo (1696-1770), Venetiaans schilder
- Lawrence Tierney (1919-2002), Amerikaans acteur
- Harm Tiesing (1853-1936), Nederlands schrijver
- Henk Tiesinga (1949-2023) Nederlands dijkgraaf en senator
- Tiësto (1969), Nederlands dj
- Karin Tietze-Ludwig (1941), Duitse presentatrice en tv-omroepster

## Tig
- Kenneth Tigar (1942), Amerikaans acteur, vertaler en filmregisseur
- Bert Tigchelaar (1946-2004), Nederlands journalist
- Jimmy Tigges (1953), Nederlands publicist
- Kevin Tighe (1944), Amerikaans acteur en filmregisseur

## Tih
- Kálmán Tihanyi (1897-1947), Hongaars televisiepionier en uitvinder

## Tij
- Henk Tijm (1938-2024), Nederlands voetballer
- Siem Tijm (1941), Nederlands voetballer
- Eric van Tijn (1956), Nederlands producer
- Joop van Tijn (1938-1997), Nederlands journalist
- Mark Tijsmans (1969), Vlaams acteur, zanger, musicalacteur en schrijver
- Henri Tijssen (1862-1926), Nederlands componist en dirigent
- Lander Tijtgat (1983), Belgisch atleet

## Tik
- František Tikal (1933-2008), Tsjechisch ijshockeyer

## Til

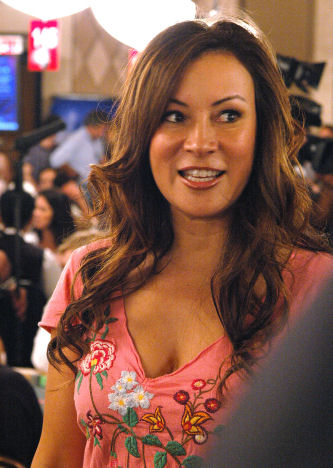
Jennifer Tilly

- Christiaan Bernhard Tilanus, (1796-1883), Nederlands medicus
- Liede Tilanus, (1871-1953), Nederlands politica, socialiste en feministe
- Hendrik Willem Tilanus, (1884-1966), Nederlands politicus
- Arnold Tilanus, (1910-1996), Nederlands politicus
- Dennis Tilburg (1966), Nederlands atleet
- Zoltán Tildy (1889-1961), Hongaars predikant, verzetsstrijder en staatsman
- Hermann Tilke (1954), Duits autocoureur en racecircuitarchitect
- Joel Tillema (1989), Nederlands voetballer
- Nadja Tiller (1929-2023), Oostenrijks-Duits actrice
- Kaat Tilley (1959-2012), Belgisch modeontwerpster
- Stefano Tilli (1962), Italiaans atleet
- Éliane Tillieux (1966), Belgisch politica
- Emma Tillman (1892-2007), Amerikaans oudste mens ter wereld
- Xavier Tillman (1999), Amerikaans basketballer
- Johnny Tillotson (1938-2025), Amerikaans zanger
- Charles Tilly (1929-2008), Amerikaans socioloog, politicoloog en historicus
- Jennifer Tilly (1958), Amerikaans actrice en pokerspeelster

## Tim

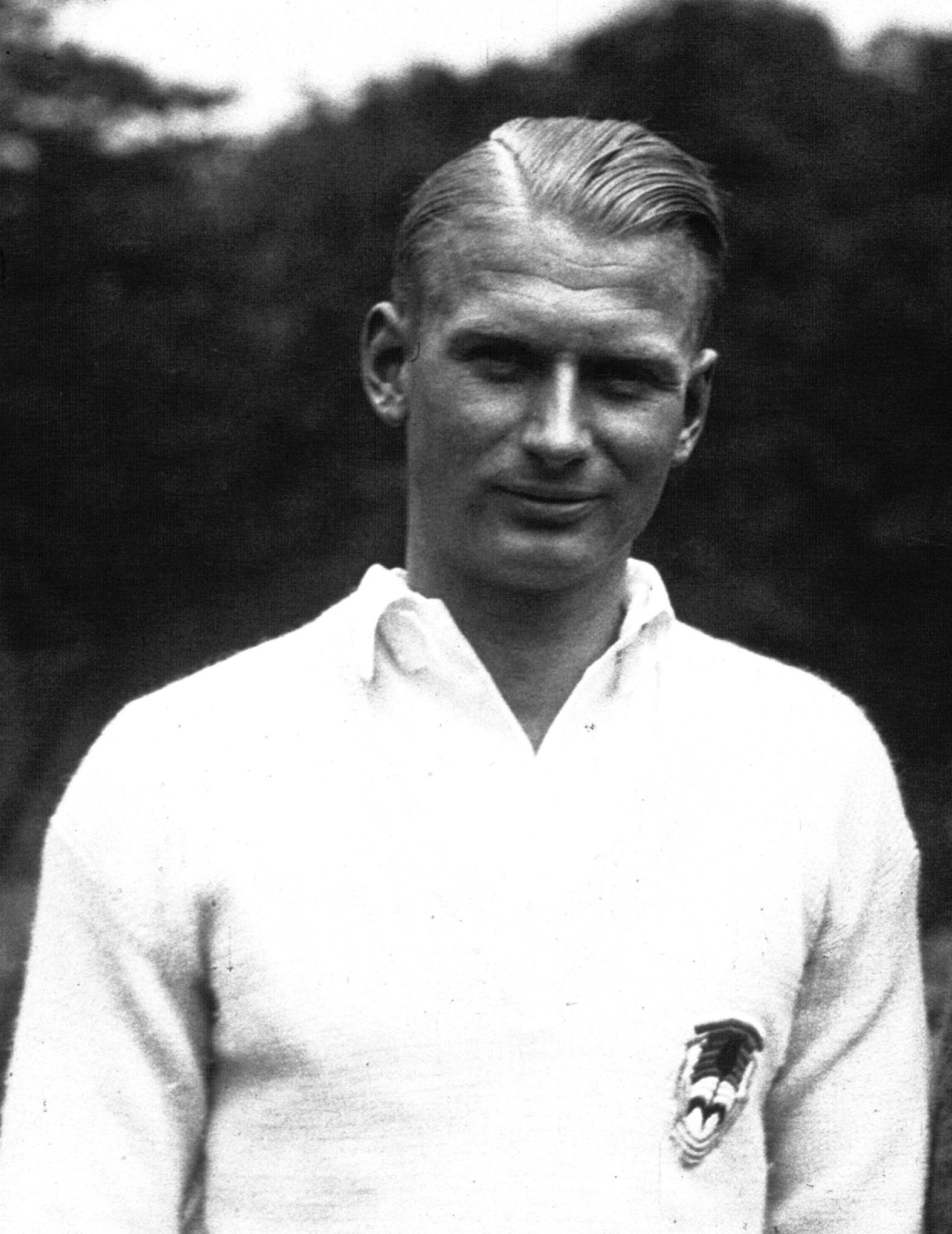
Henk Timmer (tennisser)

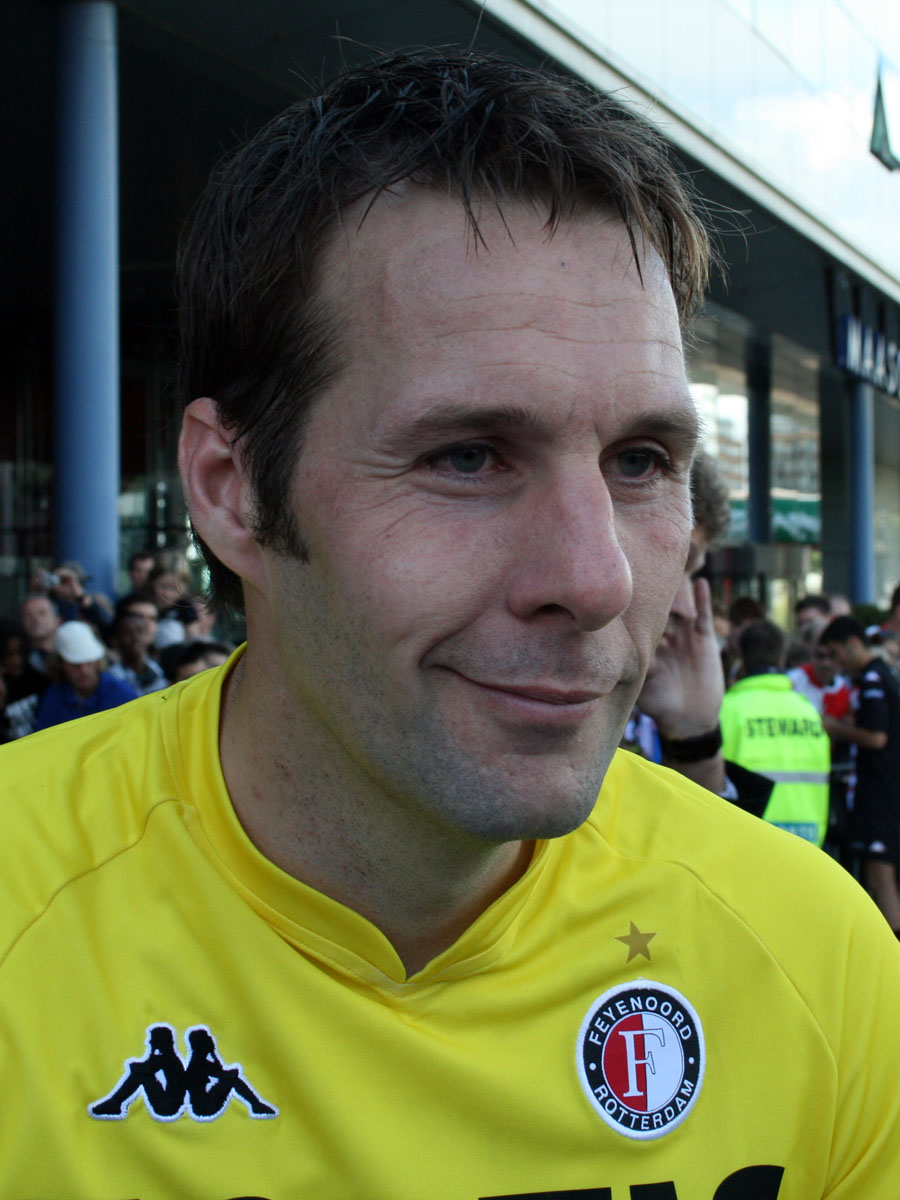
Henk Timmer (voetballer)

- Justin Timberlake (1981), Amerikaans zanger
- Alice Timbilil (1983), Keniaans atlete
- Jacobo Timerman (1923-1999), Argentijns journalist, publicist, uitgever en mensenrechtenactivist
- Addison Timlin (1991), Amerikaans actrice
- Herman Timme (1933-2022), Nederlands atleet
- Albert Timmer (1985), Nederlands wielrenner
- Henk Timmer (1904-1998), Nederlands tennisser
- Henk Timmer (1971), Nederlands voetballer
- Marianne Timmer (1974), Nederlands schaatsster
- Rie Timmer (1926-1994), Nederlands schaakster
- Gert Timmerman (1935-2017), Nederlands zanger en musicus
- Hermien Timmerman (Hermien van der Weide) (1943-2003), Nederlands zangeres
- Jozef Timmerman (1941-2018), Belgisch wielrenner
- Petronella Johanna de Timmerman (1723/1724-1786), Nederlands dichteres en wetenschapster
- Sandra Timmerman (1964-2021), zangeres
- Yvonne Timmerman-Buck (1956), Nederlands politica
- Ulf Timmermann (1962), Duits atleet
- Annie Timmermans (1919-1958), Nederlands zwemster
- Catherine Timmermans (1986), Belgisch atlete
- Charles Timmermans (1942), Belgisch atleet
- Christiaan Timmermans (1941), Nederlands jurist
- Danny Timmermans (1968), Belgisch acteur
- David Timmermans (1993), Belgisch voetballer
- Dorrie Timmermans (1955), Nederlands rolstoeltennisster
- Felix Timmermans (1886-1947), Belgisch schrijver en dichter
- Frans Timmermans (1921-2005), Nederlands beeldhouwer
- Frans Timmermans (1961), Nederlands politicus
- Gerrie Timmermans (1952), Nederlands atlete
- Gommaar Timmermans (1930), Belgisch striptekenaar, bekend onder het pseudoniem GoT
- Greg Timmermans (1979), Belgisch acteur
- Henri Timmermans (1896-2004), Nederlands honderdplusser
- Jacob Timmermans 1751-1829), Nederlands tekenaar
- Jacques Timmermans (1945-2021), Belgisch politicus
- Jan Timmermans (1901-1962), Belgisch politicus en advocaat
- Jens Timmermans (1975), Nederlands diskjockey
- Johan Timmermans (1957), Belgisch politicus en voetbalbestuurder
- Jos Timmermans (1915-1995), Nederlands politicus
- Joseph Timmermans (1876-1957), Nederlands beeldhouwer
- Justin Timmermans (1996), Nederlands wielrenner
- Léon Timmermans (1911-1987), Belgisch politicus
- Lia Timmermans (1920-2002), Belgisch schrijfster
- Lodewijk Johannes Timmermans (1916-1995), Nederlands militair en verzetsstrijder
- Louis Timmermans (1846-1910), Belgisch kunstschilder
- Louis Timmermans (1925-2007), Belgisch politicus
- Machteld Timmermans (1970), Belgisch actrice
- Nathalie Timmermans (1989), Nederlands softballer
- Nicolas Timmermans (1982), Belgisch voetballer
- Paul Timmermans (1952), Belgisch politicus
- Père Timmermans (1891-1975), Nederlands priester en verzetsstrijder
- Piet Timmermans (1939), Nederlands voetballer
- Pieter Timmermans (1964), Belgisch bestuurder
- Rohan Timmermans (2003), Nederlands acteur
- Sabina Timmermans (1984), Nederlands kunstschilder
- Theo Timmermans (1926-1995), Nederlands voetballer
- Theo Timmermans (1989), Nederlands voetballer
- Thijs Timmermans (1998), Nederlands voetballer
- Tom Timmermans (1983), Nederlands voetballer
- Winand Timmermans (1859-1931), Belgisch politicus
- Pieter Timmers (1988), Belgische zwemmer
- Timoer Lenk (1336-1405), Turks-Mongools krijgsheer
- Irina Timofejeva (1970), Russisch atlete
- Vasili Timofejovitsj (????-1585), Russisch kozakkenleider
- Alexandra Timosjenko (1972), Oekraïens ritmisch gymnaste
- Aleksandr Timosjinin (1948-2021), Sovjet-Russisch roeier
- Sampsa Timoska (1979), Fins voetballer
- Ana Timotić (1981), Servisch tennisser
- Leen Timp (1921-2013), Nederlands televisieregisseur en -producent
- Etimoni Timuani (1991), Tuvaluaans voetballer en atleet

## Tin
- Jan Tinbergen (1903-1994), Nederlands econoom
- Niko Tinbergen (1907-1988), Nederlands bioloog
- Jaap Tinbergen (1934-2010), Nederlands astronoom
- Harry Tincknell (1991), Brits autocoureur
- Johannes Tinctoris (~1430-~1511), Belgisch componist en muziektheoreticus
- Ralph Dundas Tindal (1773-1834), Nederlands militair
- Leo Tindemans (1922-2014), Belgisch politicus (o.a. premier)
- Samuel Ting (1936), Chinees-Amerikaans natuurkundige en Nobelprijswinnaar
- Bud Tingelstad (1928-1981), Amerikaans autocoureur
- Jean Tinguely (1925-1991), Zwitsers kunstenaar
- Charles Tingwell (1923-2009), Australisch acteur
- Chris Tinkelenberg (1901-1945), Nederlands verzetsstrijder tijdens WOII
- Alexine Tinne (1835-1869), Nederlands ontdekkingsreizigster
- John Tinniswood (1912-2024), Brits Tweede Wereldoorlog-veteraan en supereeuweling
- Beatrice Tinsley (1941-1981), Nieuw-Zeelands astronome
- Marion Tinsley (1927?-1995), Amerikaans dammer
- Michael Tinsley (1984), Amerikaans atleet
- Tintoretto (1518-1594), Venetiaans schilder

## Tio
- Cheick Tioté (1986), Ivoriaans voetballer

## Tip
- Keith Tippett (1947), Brits musicus en componist
- Michael Tippett (1905-1998), Brits componist
- Tamara Tippler (1991), Oostenrijks alpineskiester
- Janko Tipsarević (1984), Servisch tennisser
- Jerko Tipurić (1960), Kroatisch-Belgisch voetballer en voetbalcoach

## Tir

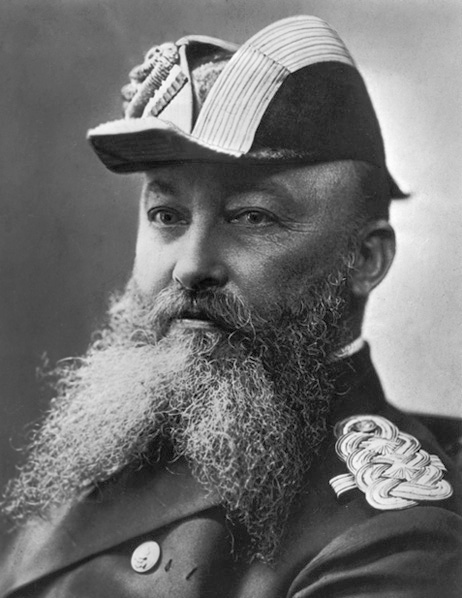
Alfred von Tirpitz

- Alfred von Tirpitz (1849-1930), Duits admiraal
- Agnes Tirop (1995-2021), Keniaans atlete
- Elīza Tīruma (1990), Lets rodelaarster

## Tis
- Johann Heinrich Tischbein (1722-1789), Duits schilder en tekenaar
- Konstantin von Tischendorf (1815-1874), Duits theoloog
- Arne Tiselius (1902-1971), Zweeds biochemicus en Nobelprijswinnaar
- Boris Tisjtsjenko (1939-2010), Russisch componist
- Doris Tislar (1993), Estisch actrice
- Aleksandar Tišma (1924-2003), Joegoslavisch schrijver
- Jozef Tiso (1887-1947), Slowaaks geestelijke
- Matthew Le Tissier (1968), Engels voetballer
- Jan Tissing (1940-2006), Nederlands taalkundige (Drents)
- Martin Tissing (1936-2018), Nederlands schilder en docent

## Tit

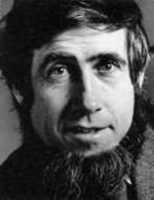
Chriet Titulaer

- Edward Titchener (1867-1927), Brits psycholoog
- Giedrius Titenis (1989), Litouws zwemmer
- Julia Titi (65-90), Romeinse keizerin (79-90)
- Titiaan (1487-1576), Italiaans kunstschilder
- Ariarne Titmus (2000), Australisch zwemster
- Josip Broz Tito (1892-1980), Kroatisch-Sloveens verzetsleider (1941-1945), premier (1945-1980) en president (1954-1980) van Joegoslavië
- German Titov (1935-2000), Russisch ruimtevaarder
- Jacques Tits (1930-2021), Belgisch-Frans wiskundige en Abelprijswinnaar
- Dušan Tittel (1966), Slowaaks voetballer
- Desmond Titterington (1928-2002), Noord-Iers autocoureur
- Boris Titulaer (1980), Nederlands zanger
- Chriet Titulaer (1943-2017), Nederlands tv-presentator en sterrenkundige
- Titus, Romeins keizer (princeps) van 79-81
- Christopher Titus (1964), Amerikaans acteur, filmproducent, scenarioschrijver en stand-upkomiek

## Tiz
- Davide Tizzano (1968), Italiaans roeier